# Kẽm phosphide
Kẽm phosphide là một hợp chất vô cơ, có thành phần chính gồm hai nguyên tố là kẽm và phosphor, với công thức hóa học được quy định là Zn3P2. Hợp chất này là một chất rắn màu xám, mặc dù các mẫu thương mại thường có màu tối hoặc thậm chí là đen. Nó được sử dụng làm thuốc diệt chuột. Zn3P2 là một chất bán dẫn. và có thể được ứng dụng trong các tế bào quang điện. Một hợp chất kẽm phosphide thứ hai được biết đến với công thức hóa học là ZnP2.

## Sử dụng ở New Zealand
Cơ quan bảo vệ môi trường New Zealand đã phê duyệt việc nhập khẩu và sản xuất Microcapsulated Zinc Phosphide (MZP Paste) để kiểm soát mặt đất. Đơn đã được thực hiện bởi Pest Tech Limited, với sự hỗ trợ của Connovation Ltd, Đại học Lincoln và Ủy ban Y tế Thú y. Nó sẽ được sử dụng như một chất độc cho động vật có xương sống bổ sung trong những tình huống nhất định. Không giống như chất độc 1080, nó không thể được sử dụng cho ứng dụng trên không.

## An toàn
Kẽm phosphide rất độc. Trong các nhãn ghi chứng nhận của Ấn Độ, nó được đánh dấu là ‘Nguy hiểm Cao’, có nghĩa là 1–50 mg chất ăn uống có thể gây chết người.